# 文通塔
文通塔位于江苏省淮安市淮安区古城西北隅勺湖公园内，西临运河。原名尊胜塔，始建于唐中宗景龙二年（708年），高44米，13层。明崇祯二年（1629年）重修时因其旁有文通寺而改名为文通塔，此后又曾多次重修。清康熙八年（1668年）郯城大地震时，文通塔仅余2层，后来重建时只修了7层。现塔系砖结构，无梁柱，高23米，七层八角，外形为黄身青檐。1982年被列为江苏省文物保护单位。